# Helmbrechts

Helmbrechts este un oraș din districtul Hof, regiunea administrativă Franconia Superioară, landul Bavaria, Germania. 

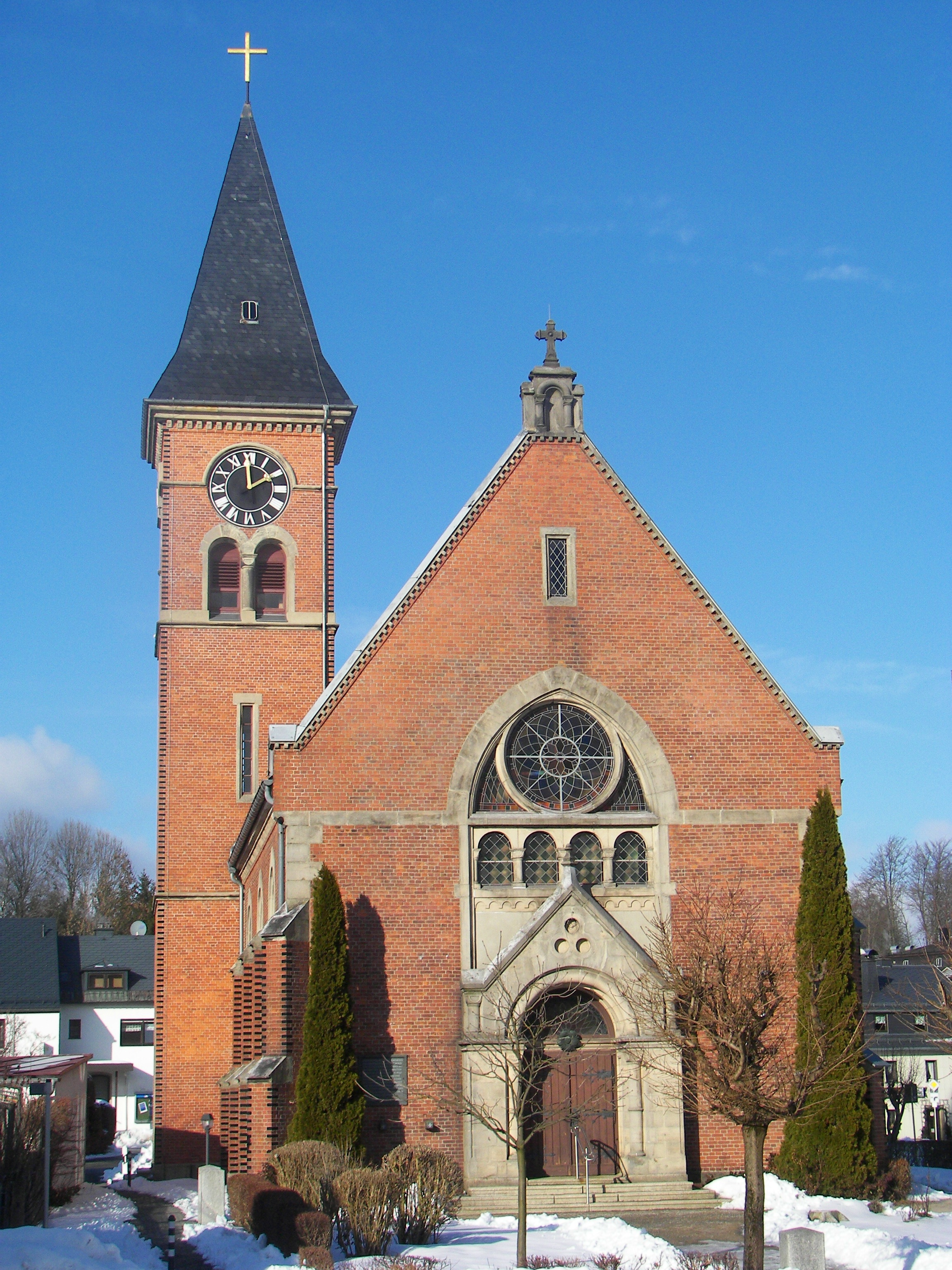
Helmbrechts
(Biserica Martin-Luther din cartierul Wüstenselbitz)